# Boca West Open 1984
Il 'Boca West Open 1984 è stato un torneo di tennis giocato sul cemento. È stata la 1ª edizione del Boca West Open, che fa parte del Volvo Grand Prix 1984. Si è giocato a Boca West negli USA, dal 26 marzo al 1º aprile 1984.

## Campioni

### Singolare
Jimmy Connors ha battuto in finale  Johan Kriek con il punteggio di 7–5, 6–4

### Doppio
Mark Edmondson /  Sherwood Stewart hanno battuto in finale  David Dowlen /  Nduka Odizor con il punteggio di 4–6, 6–1, 6–4